# Polyeucte

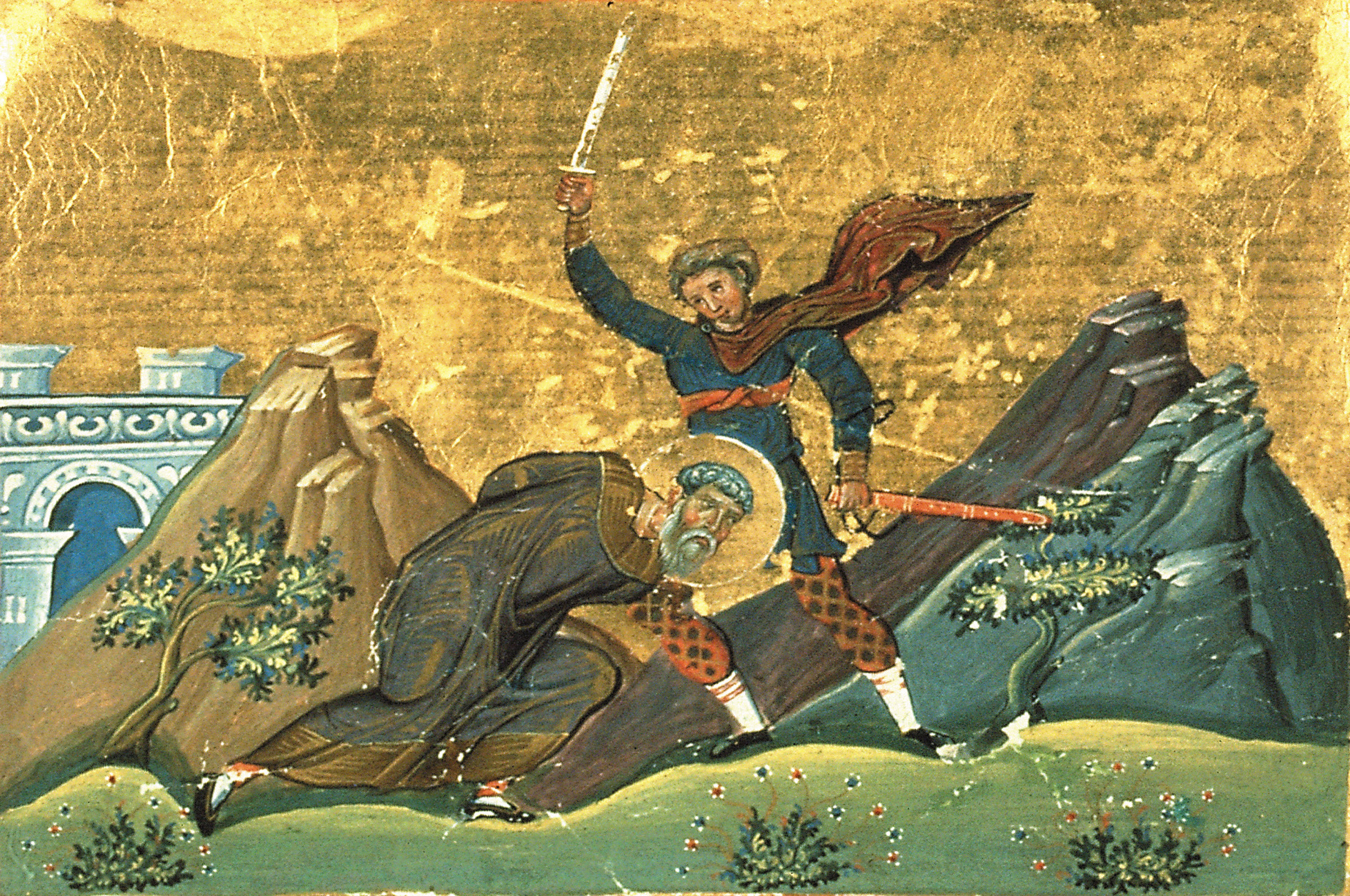
Ilustración del menologio de Basilio II en la que se representa el martirio de Polieucto.

Polyeucte es un drama en cinco actos del escritor francés Pierre Corneille. Fue terminado en diciembre de 1642 y debutó en octubre de 1643. Se considera que fue la primera tragedia con tema cristiano escrita por el autor. Se basa en la vida del mártir San Polieucto. En 1878, fue adaptada en una ópera de Charles Gounod, con la asistencia del libretista Jules Barbier. Otras obras basadas en este drama incluyen un ballet de Marc-Antoine Charpentier (1679), la ópera Poliuto (1838) de Donizetti (adaptado con el libretista Eugene Scribe como Les martyrs), una obertura de Paul Dukas (1891) y una composición de Edgar Tinel. 
El drama se desarrolla en Armenia durante el tiempo en que los cristianos eran perseguidos, bajo el mandato del Imperio romano. Polyeucte, un noble armenio, que se había convertido al cristianismo para gran desesperación de su esposa Paulina y de su suegro Félix. A pesar de ello, Polyeucte se convierte en mártir, lo que causa que su esposa y suegro finalmente se conviertan también. También hay una subtrama romántica: Severus está enamorado de Paulina y espera que sea suya después de la conversión de Polyeucte. Sin embargo, ella decide quedarse al lado de su marido. Antes de morir, Polyeucte confía a Paulina con Severus.
Polyeucte es uno de los últimos dramas franceses del siglo XVII con tema religioso, Corneille también escribió Théodore en 1645, Racine escribió Esther (1689) y Athalie (1691), pero estas no estaban destinadas para su exhibición pública. Dramas posteriores no estuvieron tan dispuestos a mezclar los temas religiosos y mundanos.